# 迈克尔·普罗哈兹卡
迈克尔·普罗哈兹卡（Michael Prochazka，1972年2月10日—），是奥地利社会和经济学者。 

## 生平
迈克尔·普罗哈兹卡曾在維也納大學学习经济学、政治学、人类学与汉学，在ESCP欧洲商学院学习国际关系学，并在中国南昌江西财经大学完成了研究生课程。接下来他在国外服务协会做志愿者，于2001年被选为执行局成员并当选为副会长，与会长安德里亚斯·麦斯令尔一起主持奥地利国外服务协会、奥地利犹太人大屠杀纪念服务、奧地利和平服务及奧地利社会服务的具体事务。自2006年迈克尔·普罗哈兹卡开始负责扩展协会的合作领域。
2001年至2006年，他将纪念协会介绍到中国。2006年2月1日，他将第一个纪念协会役员派驻上海犹太研究中心。 
2003年，迈克尔·普罗哈兹卡发起和实施了“体验欧洲责任”的交流项目。这个项目通过资助在就业市场处于劣势的奥地利青年到国外实习，从而帮助他们进入欧洲劳动力市场。
2003年至2005年他作为国际组织“国际自然之友”的秘书长，负责50个成员国和伙伴组织在世界各地的50万成员的协调和联络工作。并参与了在德波边境地区的奥得河畔法兰克福和在法国和瑞士边境地区举行的“本年最佳景观”的评选活动。“国际自然之友”是欧洲 9个最大的环境保护运动组织之一。这9大组织是：绿色和平组织、世界自然基金会、鸟类生活、气候行动网络、欧洲环境局、Epha环境网络、地球之友、欧洲联邦运输和环境、自然之友。
2005年，迈克尔·普罗哈兹卡和他的中国妻子杨虹女士启动了“成功协会”奖学金计划。这一计划旨于帮助中国西部贫困农村地区的弱势儿童和青年就学。2006年他们在奥地利维也纳建立了研究中国西部贫困农村的基础教育状况的“成功协会”，通过展示教育作为必要的成功因素，帮助在落后地区建立起相对公平的教育机制。